# Tex Ritter
Woodward Maurice "Tex" Ritter, född 12 januari 1905 i Murvaul i Panola County, Texas, död 2 januari 1974 i Nashville, Tennessee, var en amerikansk countrysångare och skådespelare. Far till skådespelaren John Ritter och farfar till Jason Ritter.

## Biografi
Ritter studerade statsvetenskap vid University of Texas at Austin när han blev intresserad av cowboyballader. Han hoppade av studierna och började istället en karriär som folksångare på scen och i radio. Han hade några småroller på Broadway från 1930 och 1936 gjorde han så sin filmdebut.
Han blev genast enormt populär, och han var en stor konkurrent till Gene Autry som filmens mest populära sjungande cowboy. Hans karriär stod på sin topp i början på 1940-talet då han kallades för "Amerikas mest älskade cowboy". Han turnerade också landet runt i shower tillsammans med sin häst White Flash. 
Han hade även stora framgångar som sångare och framträdde ofta vid Grand Ole Opry i Nashville, där han var den ende artist som invaldes i såväl Cowboy Hall of Fame som Country Music Hall of Fame. Bland hans mest kända skivinspelningar märks "The Deck of Cards" (1948), samt "High Noon (Do Not Forsake Me, Oh My Darlin')", ledmotivet till filmen Sheriffen (High Noon, 1952), som Oscarbelönades som Bästa filmmusik.
År 1970 gjorde han ett misslyckat försök att för republikanernas räkning nomineras till senator för delstaten Tennessee.

## Filmografi i urval
- 1936 – Song of the Gringo
- 1937 – Trouble in Texas
- 1938 – Sing, Cowboy, Sing
- 1942 – The Old Chisholm Trail
- 1946 – Marshal of Gunsmoke

## Diskografi i urval
Album
- 1954 – Cowboy Favorites
- 1958 – Songs from the Western Screen
- 1958 – Psalms
- 1960 – Blood on the Saddle
- 1961 – Lincoln Hymns
- 1961 – Hillbilly Heaven
- 1962 – With Stan Kenton
- 1963 – Border Affair
- 1965 – Friendly Voice
- 1966 – The Best of Tex Ritter
- 1967 – Sweet Land of Liberty
- 1967 – Just Beyond the Moon
- 1968 – Bump Tiddil Dee Bum Bum!
- 1968 – Wild West
- 1969 – Chuck Wagon Days
- 1970 – Green Green Valley
- 1972 – Super Country Legendary
- 1973 – An American Legend
- 1974 – Fall Away
- 1976 – Comin' After Jinny